# Leonardo Mansueti
Leonardo Mansueti (ur. 1 stycznia 1414 w Perugi, zm. 27 lipca 1480 w Rzymie) – włoski duchowny katolicki, dominikanin, teolog. W 1442 został przeorem konwentu w Lukce, a od 1443 do 1449 sprawował funkcję prowincjała rzymskiej prowincji zakonnej. W 1465 został mianowany przez papieża Pawła II Mistrzem Świętego Pałacu. Podczas obrad kapituły generalnej w Rzymie w 1474 został wybrany generałem zakonu dominikanów, którym pozostał aż do śmierci. Krótko po objęciu tego urzędu dokonał serii nominacji inkwizytorów w różnych częściach Europy.
Leonard Mansueti jest pierwszym (oprócz Rajmunda z Kapui, urzędującego w latach 1380–1399) generałem zakonu dominikanów, którego rejestr urzędowy zachował się niemal w całości. Od czasu jego urzędowania zachowały się rejestry prawie wszystkich kolejnych generałów, z wyjątkiem rejestru z drugiego okresu urzędowania Tomasza de Vio (1513–1518) oraz rejestru generała García de Loaysa (1518–1524).